# Коркмаз, Салих
Салих Коркмаз (тур. Salih Korkmaz; род. 1 января 1997, Аргуван, Малатья) — турецкий легкоатлет, специализирующийся в спортивной ходьбе. Чемпион Турции, участник Олимпийских игр.

## Биография
Салих Коркмаз родился 1 января 1997 года.

## Карьера
В 2015 году Коркмаз выступал на ряде турецких соревнованиях в ходьбе на 10 километров, часто занимая призовые места. В той же дисциплине на Кубке Европы в Мурсии он стал 23-м, пройдя 10 километров за 44 минуты и 8 секунд. На чемпионате Европы среди юниоров соревнования проходили на стадионе, и Коркмаз занял 19-е место с результатом 44.25,06. В этом сезоне он также принял участие в ходьбе на 5 км (5000 метров на стадионе).
В мае 2016 года участвовал на юниорском командном чемпионате мира по спортивной ходьбе в Риме, где занял 11-е место, пройдя 10 км за 41 минуту и 53 секунды. На юниорских соревнованиях в Чехии он был дисквалифицирован.
На Кубке мира по спортивной ходьбе в Чехии в 2017 году Салих занял 30-е место в спортивной ходьбе на 20 километров, а затем стал четвёртым на чемпионате Европы среди спортсменов до 23 лет в Быдгоще на той же дистанции. Принял участие на чемпионате мира в Лондоне, где не сумел завершить соревнования.
На чемпионате Европы 2018 года в Берлине участвовал в спортивной ходьбе на 20 километров, но был дисквалифицирован.
В 2019 стал 13-м на Кубке мира в Литве на дистанции 20 км, вторым на чемпионате Европы до 23 лет в Евле. Завершил сезон на чемпионате мира в Катаре, где занял пятое место на 20 километрах с результатом 1:27.35. По результатам, показанным в 2019 году, Коркмаз получил право участвовать на летних Олимпийских играх 2020 года в Токио.
В 2021 году вернулся на международные соревнования, так как в 2020 многие турниры были отменены из-за коронавируса. При этом на чемпионате Турции Салих Коркмаз побил национальный рекорд на дистанции 10000 метров (39.26,92). На командном чемпионате Европы в Чехии стал седьмым.